# Fritz Darges
Fritz Darges, né le 8 février 1913 et mort le 25 octobre 2009, était un Obersturmbannführer (lieutenant-colonel) de la Waffen-SS pendant la Seconde Guerre mondiale ayant reçu la Croix de chevalier de la croix de fer. Il a exercé les fonctions d'aide auprès de Martin Bormann et, plus tard, d'aide personnel d'Adolf Hitler.

## Biographie

### Jeunesse
Fritz Darges est né à Diesdorf, une commune près de Salzwedel, en 1913. Après avoir été l'école, il se porte volontaire pour rejoindre les rangs de la Schutzstaffel (SS) en avril 1933. En 1934, il est choisi pour devenir officier et assiste à la SS-Junkerschule à Bad Tölz. Après l'obtention de son diplôme en avril 1935, il est promu Untersturmführer (sous-lieutenant). En 1936, il est nommé adjudant du reichsleiter Martin Bormann. En mai 1937, il rejoint le NSDAP (parti nazi) et en septembre de la même année, il est promu Obersturmführer (premier lieutenant). 

### Au service d'Hitler
En octobre 1939, il rejoint la Waffen-SS en tant que commandant de compagnie des régiments Deutschland et Der Führer du SS-VT. Il combat à la bataille de France et reçoit la Croix de fer de 2e classe le 15 juillet 1940, et est également promu au grade de Hauptsturmführer (capitaine). 
Darges est ensuite affecté à la nouvelle division SS Wiking, prend part à l'opération Barbarossa et se voit décerner la décoration de la 1re classe de la Croix de fer le 19 août 1942. En mars 1943, il devient l'aide personnel d'Adolf Hitler. Il est affecté au Führerbegleitkommando, une unité de gardes du corps SS qui assure la sécurité personnelle d'Hitler. Il est promu Obersturmbannführer (lieutenant-colonel) en janvier 1944. 

### Congédiement
Le 18 juillet 1944, lors d'une conférence de stratégie à la Wolfsschanze, une mouche voltige autour de la pièce, atterrit sur l'épaule de Hitler et sur la surface d'une carte à plusieurs reprises. Irrité, Hitler ordonne à Darges d'éliminer la nuisance. Darges suggère que, comme il s'agissait d'un organisme nuisible aéroporté, le travail devrait être confié à l'aide de la Luftwaffe, Nicolaus von Below. Hitler prit Darges à part, le renvoya sur-le-champ et le fit transférer sur le front de l'Est. Une autre version de cette histoire affirme que Darges était simplement en train de ricaner lorsqu'Hitler leva les yeux de la carte. Une autre version encore du renvoi de Darges et de son transfert par Hitler impliquerait son refus de se marier à Gretl Braun, la sœur d’Eva Braun, qui était enceinte à l'époque.

### Service sur le front de l'Est
En août 1944, Darges retourne dans la SS pour remplacer Johannes Mühlenkamp à la tête du 5e Régiment SS Panzer Wiking. C'est au commandement de cette unité que Darges reçoit la Croix de chevalier de la croix de fer le 5 avril 1945 pour ses actions dans la nuit du 4 janvier 1945. La division avançait vers Bicske lorsqu'elle fut arrêtée par la 41e division de fusiliers de la Garde de la 4e armée de la Garde. Darges a d'abord sondé la ligne soviétique avec un Kampfgruppe  de Panzer et de Panzergrenadier et a réussi à percer la ligne à l'aube. Par la suite, il est tombé dans une embuscade[pas clair] et a détruit une force opérationnelle soviétique, neutralisant quatre canons de 122 mm, quatre canons antichars de 76 mm, douze camions et plusieurs véhicules de ravitaillement. Il a ensuite attaqué le château Regis[Quoi ?], forçant la garnison à se retirer. Darges se retrouva alors entouré de renforts soviétiques et fut contraint de repousser plusieurs attaques. Trois jours plus tard, après avoir été relevé par un autre Kampfgruppe du 5e Régiment SS Panzer Wiking, il laissa plus de trente chars soviétiques détruits.

### Après la guerre
Ses activités après la capitulation du Troisième Reich restent floues. Il aurait eu une carrière de vendeur de voitures après la guerre. 
Il est apparu dans le documentaire en quatre épisodes réalisé par la BBC Two et diffusé entre le 5 et le 26 octobre 1999, War of the Century, crédité comme lui-même. 
Peu de temps avant sa mort, Darges déclara avoir trouvé Hitler comme un « génie » et que « je le servais et le referais à nouveau maintenant ». Darges a écrit un manuscrit relatant ses expériences en tant que membre du cercle restreint de Hitler, avec des instructions pour qu'il soit publié après sa mort. 
Il meurt le 25 octobre 2009, à l'âge de 96 ans, dans sa propriété située à Celle, une commune proche de Hanovre. 